# Matthías Vilhjálmsson
Matthías Vilhjálmsson (Reykjavík, Islandia, 30 de enero de 1987) es un futbolista islandés que juega de delantero en el Víkingur Reykjavík de la Úrvalsdeild Karla.

## Selección
| Selección             | Año       | Partidos | Goles |
| --------------------- | --------- | -------- | ----- |
| Selección de Islandia | 2009-2016 | 15       | 2     |

## Clubes
| Club                             | País       | Año       | Partidos | Goles |
| -------------------------------- | ---------- | --------- | -------- | ----- |
| BÍ                               | Islandia   | 2002-2003 | 13       | 5     |
| FH                               | Islandia   | 2004-2013 | 115      | 37    |
| Colchester United F. C. (cedido) | Inglaterra | 2010-2011 | 3        | 0     |
| IK Start                         | Noruega    | 2012-2015 | 96       | 41    |
| Rosenborg BK                     | Noruega    | 2015-2018 | 66       | 14    |
| Vålerenga Fotball                | Noruega    | 2019-2020 | 13       | 4     |
| FH                               | Islandia   | 2021-2022 |          |       |
| Víkingur Reykjavík               | Islandia   | 2023-     |          |       |